# Pedro Canaveri
Pedro Canaveri (Ramallo, 12 de noviembre de 1891-?) fue un político y director deportivo argentino. Fue miembro de la junta directiva y presidente del Club Atlético Independiente. En 1946, Canaveri fue elegido presidente de la Asociación del Fútbol Argentino.

## Biografía
Canaveri nació en Ramallo, Buenos Aires, hijo de Pedro Canaveri y María Telechea, perteneciente a una familia de origen vasco francés. Su padre, criollo de ascendencia irlandesa, pertenecía a una familia de curtidores de la zona sur de Barracas.
En 1919, Pedro Canaveri inició su carrera como presidente del Club Atlético Independiente, donde estuvo a cargo de la construcción del primer estadio de hormigón de Sudamérica. Fue presidente de la institución de Avellaneda en los años 1919, 1922-1933 y 1942-1945. En 1931, llevó a cabo un proyecto para dividir los treinta y cuatro equipos de Primera división en tres secciones A, B y C.